# Electric Lady Studios
Die Electric Lady Studios sind 1970 von Jimi Hendrix in New York gegründet worden. Es handelt sich um einen Studiokomplex mit insgesamt drei voneinander getrennten Tonstudios.

## Geschichte
1968 hatten Hendrix und sein Manager Michael Jeffery gemeinsam Geld in den Erwerb des Generation Club in Greenwich Village (New York) investiert. Ihren ursprünglichen Plan, den Club neu zu eröffnen, ließen sie fallen, als ihnen klar wurde, dass sich die Einrichtung eines Tonstudios als wesentlich lukrativer und sinnvoller erweisen würde. Die Aufnahmearbeiten für Hendrix’ Album Electric Ladyland waren sehr teuer und er war ständig auf der Suche nach einem Tonstudio.

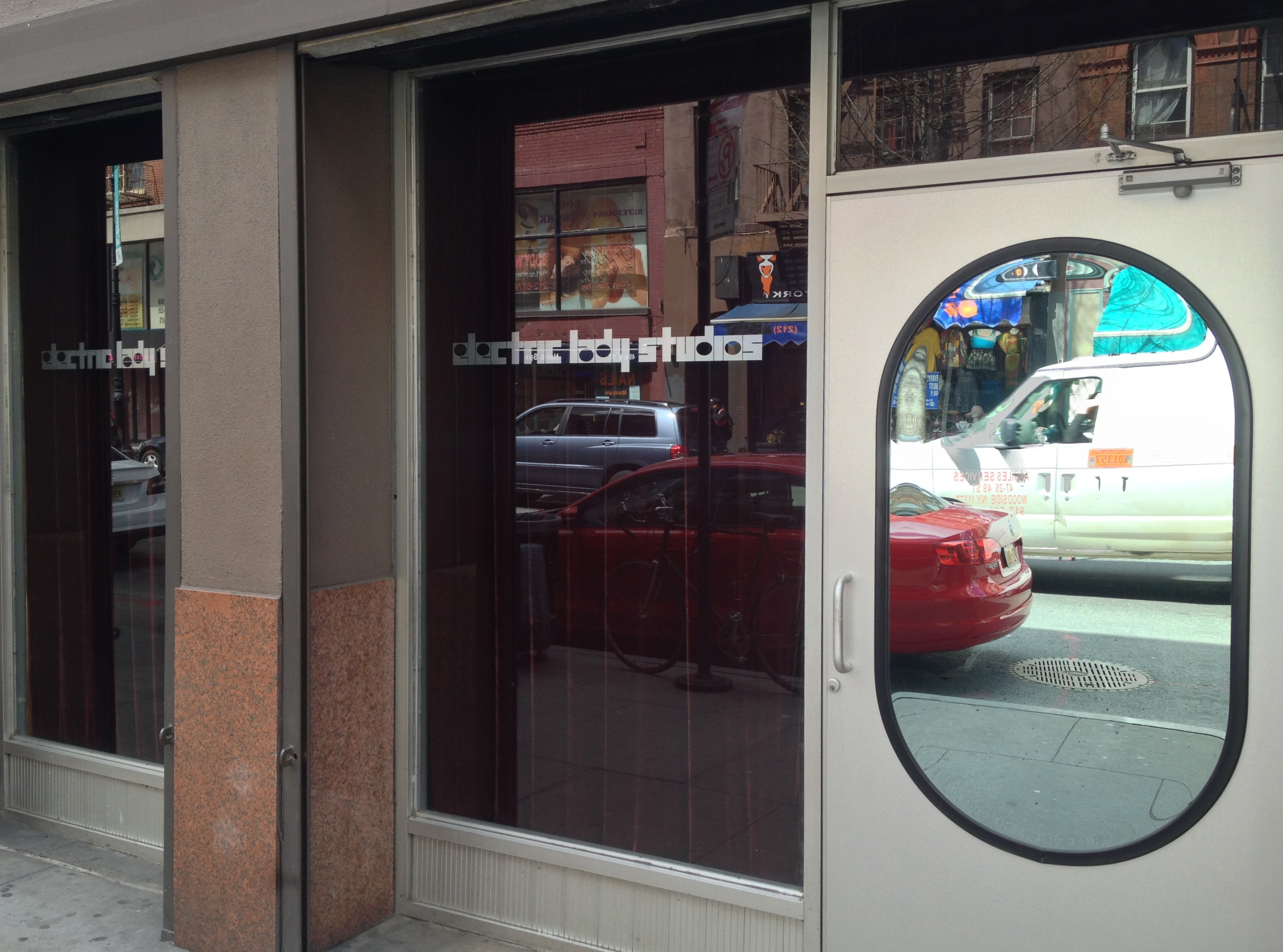
Eingangsbereich der Electric Lady Studios, 2013

Der Bau des Studios benötigte ungefähr doppelt so viel Zeit wie ursprünglich geplant, auch die Kosten explodierten. Erlaubnisse verzögerten sich, und wegen starker Regenfälle beim Abbruch des Clubs wurde das Baugelände überflutet. Letztlich half ein millionenschwerer Kredit von Warner Bros., das Projekt zu sichern.
Der Komplex enthält drei voneinander unabhängige Studios und wurde von dem Architekten und Akustiker John Storyk entworfen und speziell nach Hendrix’ Vorstellungen gefertigt. Es gab runde Fenster und ein Gerät, das vielfarbiges Licht produzierte, um die Raumatmosphäre zu verändern. Ziel war es, Hendrix’ Kreativität zu unterstützen und ihm gleichzeitig professionelles Arbeiten zu ermöglichen. Der ab 1970 für Hendrix tätige Toningenieur Eddie Kramer hielt sich streng an die Regel der Professionalität und verbot den Gebrauch von Drogen während der Sessions. Der Künstler Lance Jost bemalte die Studioräume.
Hendrix verbrachte nur vier Wochen im Electric Lady Studio; die meisten Aufnahmen fanden noch während der abschließenden Arbeiten am Gebäude statt. Eine Eröffnungsparty wurde am 26. August 1970 gefeiert, und am folgenden Tag machte Hendrix seine letzte bekannte Studioaufnahme, ein Instrumentalstück mit dem Titel Slow Blues. Anschließend flog er nach London, um auf dem Isle of Wight Festival zu spielen. Keine drei Wochen später starb Jimi Hendrix in London.